# Університет короля Файзала
Університет короля Файзала (KFU) — університет з головним кампусом в Аль-Хасі, Саудівська Аравія, заснований 1975 року..

## Коледжі
Станом на 2010 рік до складу університету входили такі коледжі:
- Сільськогосподарських і харчових наук
- Ветеринарної медицини
- Медичний
- Технічний
- Коледж клінічної фармакології
- Науковий
- Інформатики та інформаційних технологій
- Управління бізнесом
- Педагогічний
- Мистецький
- Соціальних наук
- Соціальних наук (для дівчат)
- Медичних наук
- Стоматологічний